# Mythimna sinuosa
Mythimna sinuosa là một loài bướm đêm trong họ Noctuidae.

## Hình ảnh

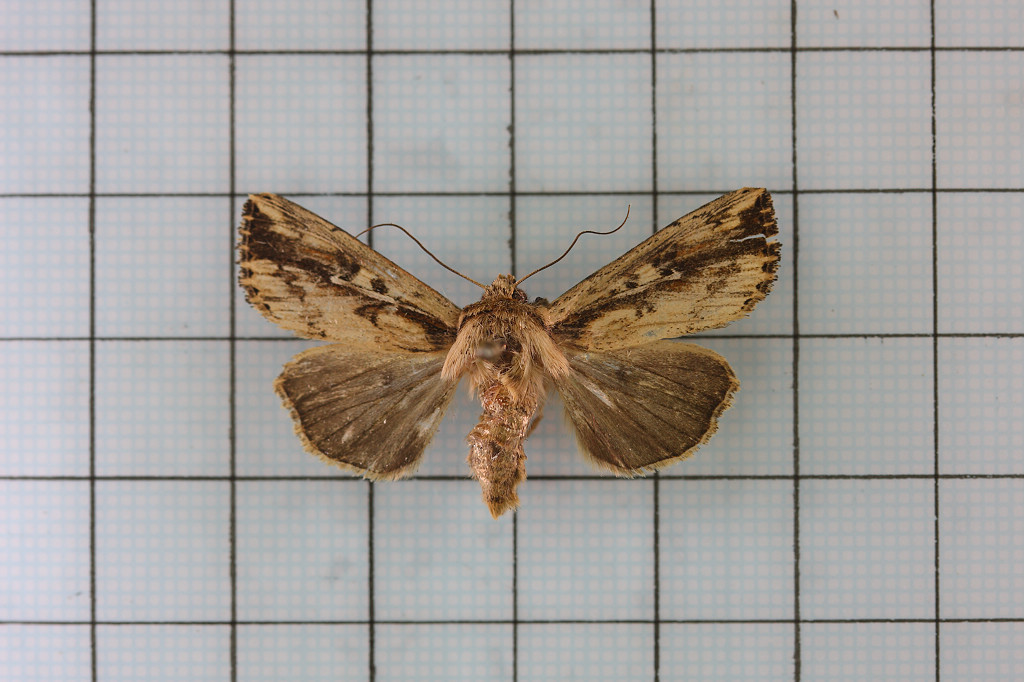
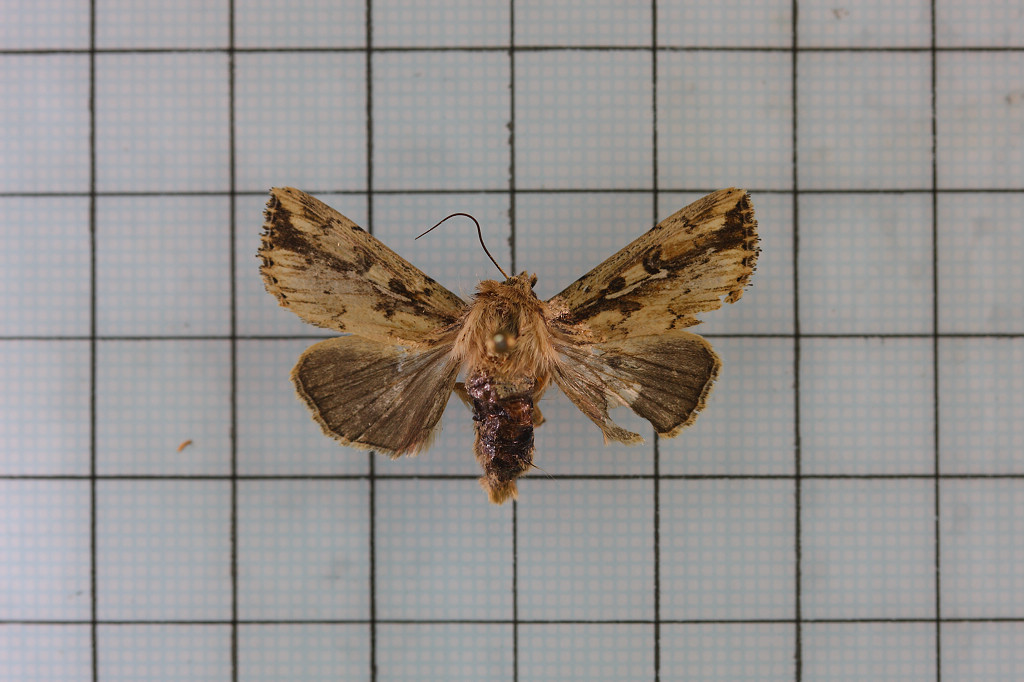